# Jean-Yves Bony
Pour les articles homonymes, voir Bony (homonymie).
Jean-Yves Bony, né le 11 mars 1955 à Aurillac, est un agriculteur et homme politique français.

## Biographie
Il est maire de la commune d'Ally dans le Cantal de mars 2001 à juillet 2017 et 2e vice-président de la communauté de communes du Pays de Salers, créée en 2004.
Du 18 mars 2001 au 21 mars 2015, il est conseiller général du Cantal, élu dans le canton de Pleaux. 
Le 22 mars 2015, il est élu conseiller départemental du Cantal dans le canton de Mauriac, en binôme avec Marie Hélène Chastre, maire de Drugeac. Il est 1er vice-président de l'Assemblée départementale, fonction dont il démissionne le 17 juillet 2017 pour éviter le cumul des mandats.
Le 20 juin 2021, il est réélu conseiller départemental du Cantal dans le canton de Mauriac.
Suppléant d'Alain Marleix lors des législatives de juin 2007, il devient député de la 2e circonscription du Cantal du 20 juillet 2007 au 13 décembre 2010, à la suite de la nomination de ce dernier comme secrétaire d'État à la Défense, chargé des anciens combattants, puis secrétaire d'État à l'Intérieur et aux Collectivités Territoriales dans le gouvernement Fillon II.
Il est élu député de la 2e circonscription du Cantal le 18 juin 2017 et siège dans le groupe des Républicains.
Il parraine Laurent Wauquiez pour le congrès des Républicains de 2017, scrutin lors duquel est élu le président du parti.
Il est réélu député de la 2e circonscription du Cantal le 19 juin 2022.
À la suite de la dissolution de l'Assemblée nationale le 9 juin 2024 et de l'annonce d'une alliance de LR avec le RN par Éric Ciotti le 11 juin, Jean-Yves Bony se met en retrait du parti et se représente ainsi comme candidat sans-étiquette (divers droite) aux législatives,.

## Synthèse des mandats et fonctions

### Mandats en cours
- Député de la deuxième circonscription du Cantal depuis le 21 juin 2017
- Conseiller départemental du canton de Mauriac, en binôme avec Marie Hélène Chastre
- Conseiller municipal d'Ally (596 habitants en 2022)
- Conseiller communautaire de la communauté de communes du Pays de Salers

### Anciens mandats
- 2001 - 2015 : conseiller général du Cantal, élu dans le canton de Pleaux
- 2001 - 2017 : maire d'Ally
- 2015 - 2017 : 1er vice-président du Conseil départemental du Cantal
- 2007 - 2010 : député du Cantal